# Bloodhound Gang
Bloodhound Gang é uma banda estadunidense de rock alternativo com um som influenciado pelo punk rock, hip hop, rock cômico, metal e música eletrônica. Originários de Quakertown, Pensilvânia, o grupo foi formado em 1991.

## História
O Bloodhound Gang iniciou como uma pequena banda alternativa em 1991 chamada Bang Chamber 8. O grupo consistia em Jimmy Pop e Daddy Long Legs. Lançaram somente uma fita auto intitulada. Logo mudaram seu nome para Bloodhound Gang, mudando também seu estilo musical. Incapazes de apresentar-se em casas noturnas, a banda apresentou-se pela primeira vez no Evil Jared Hasselhoff, por troca de cigarros e uma chance em gravar uma demo, intitulada Just Another Demo. começaram então a apresentar-se mensalmente no CBGBs em Nova Iorque
Em abril de 1994 lançaram o segundo demo, The Original Motion Picture Soundtrack to Hitler's Handicapped Helpers e assinaram contrato com a Cheese Factory Records. Em novembro do mesmo ano lançaram o primeiro EP, Dingleberry Haze.
Em meados do mesmo ano, Jimmy Pop participou no filme independente The Chick That Was Naked, do cineasta Kurt Fitzpatrick. Uma canção da banda foi utilizada na trilha sonora.
Em março de 1995 assinaram com a Columbia Records, lançando então seu primeiro álbum, Use Your Fingers. Começaram turnê pelos Estados Unidos, e nessa época Daddy Long Legs e M.S.G., irritados com a gravadora, deixaram a banda para formar um grupo de rap, Wolfpac, sendo substituídos por Evil Jared Hasselhoff e Tard-E-Tard. Quando a turnê acabou, o contrato com a Columbia foi terminado e Skip O'Pot2Mus deixou a banda para seguir novos caminhos longe da música.
Em março de 1996 a banda, sob nova formação, gravou o segundo álbum One Fierce Beer Coaster, lançado pela Geffen Records. Embarcaram então para nova turnê pelos Estados Unidos e Europa. Em 2000 lançaram o terceiro álbum, Hooray for Boobies. Promovido pelo singles de sucesso The Bad Touch e "The Ballad Of Chasey Lain", embarcaram em mais turnês pela Europa, onde se tornaram bastante populares. Voltaram após vender mais de cinco milhões de álbuns.
Em 2003 lançaram o DVD One Fierce Beer Run, com crônicas da turnê de One Fierce Beer Coaster Em 27 de setembro de 2005 foi lançado Hefty Fine. Seu título original, Heavy Flow, foi eliminado por existir uma canção de Moby com o mesmo nome. O primeiro single "Foxtrot Uniform Charlie Kilo".
Em 2013 o baixista Jared Hasselhoff urinou na bandeira da Ucrânia durante show em 31 de julho em Kiev. Protestos na Rússia fizeram com que a banda cancelasse o show seguinte, que iria ocorrer no festival Kubana. A banda deixou o país e Hasselhoff pediu desculpas.

### Yellow Fever
A banda foi acusada de racismo nos Estados Unidos e no Reino Unido. Em resposta, Jimmy Pop citou ao Yahoo! Launch que as letras de sua banda não devem ser levadas a sério:
"Penso que no primeiro álbum existe material que ofendeu pessoas... Realmente, não estamos tentando chocar alguém, estamos somente dizendo coisas para rirmos de nós mesmos" ele explicou. "Essa foi sempre a ideia. As mesmas coisas que conversamos no ônibus são as que colocamos nas gravações."

## Integrantes

### Formação atual
- Jimmy Pop - vocal e guitarra
- Lüpüs Thünder - guitarra e backing vocal
- Evil Jared Hasselhoff - baixo e backing vocal
- DJ Q-Ball - turntables e vocal
- Adam 'The Yin' Perry - bateria

### Ex-integrantes
- Bubba K Love
- Blue
- Byron
- Daddy Long Legs - vocal
- Foof
- Lazy I
- M.S.G.
- Piddly B
- Skip O'Pot2Mus
- Slave One
- Spanky G - bateria
- Tard-E-Tard
- White Steve
- Mr. Stinky Boots
- Willie The New Guy - bateria

## Discografia
Demo
- Bang Chamber 8 (1991)
- Just Another Demo (1993)
- The Original Motion Picture Soundtrack to Hitler's Handicapped Helpers (1994)

EP
- Dingleberry Haze (1994)

Álbuns de estúdio
- Use Your Fingers (1995)
- One Fierce Beer Coaster (1996)
- Hooray for Boobies (2000)
- Hefty Fine (2005)
- Hard-Off (2015)

Coletâneas
- Show Us Your Hits (2010)